# Bruce Channel
Bruce Channel (eigentlich Bruce McMeans; * 28. November 1940 in Jacksonville, Texas) ist ein US-amerikanischer Musiker.

## Biografie

Bruce Channel – Keep On

Bekannt wurde Channel über die Country-Musiksendung Louisiana Hayride, bei der er 1958 ein halbes Jahr lang regelmäßig auftrat. Seinen größten Hit Hey! Baby schrieb er 1959 zusammen mit Margaret Cobb. Berühmt wurde das Lied auch durch die Mundharmonika-Begleitung von Delbert McClinton, mit dem er einige Zeit lang als Duo unterwegs war.
Erst 1961 erschien das Lied auch als Single und wurde ein kommerzieller Erfolg. In den USA wurde es auf Anhieb ein Nummer-eins-Hit und auch in Großbritannien kam es bis auf Platz 2.
McClintons Mundharmonika inspirierte auch andere Musiker, unter anderem John Lennon, der auf Channels Europatournee mit den Beatles noch als Vorband auftrat und bei McClinton Unterricht nahm. In der frühen Beatles-Single Love Me Do ist die Mundharmonika ebenso zu hören wie im Nummer-eins-Hit I Remember You von Frank Ifield (beide ebenfalls 1962 erschienen).
Für Bruce Channel war es der einzige große Erfolg seiner Karriere in den Popcharts. Zwischen 1962 und 1967 konnten sich vier Singles von Channel in der unteren Hälfte der Billboard Pop-Charts platzieren. Erst 1968 konnte er mit dem Titel Keep On, komponiert von Wayne Carson Thompson und produziert von Dale Hawkins, ein weiteres Mal vordere Chartplatzierungen in Großbritannien erreichen, er kam auf Platz 12. Weitere eigene Erfolge blieben aus, aber in den folgenden Jahren war er weiterhin als Songschreiber in Nashville tätig. Er war für mehrere Country-Hits verantwortlich, u. a. für T. G. Sheppard und Janie Fricke. Bis heute schreibt er Country-Lieder und tritt auch gelegentlich noch auf.
Über die Jahre wurde Hey! Baby in den USA bei Sportereignissen zur Anfeuerung gespielt. Im Jahr 2001 machte DJ Ötzi das Lied in den deutschsprachigen Ländern zum Erfolg und in Großbritannien gelangte seine Version auf Platz eins der Hitparade, was das Original nicht geschafft hatte.

## Diskografie

### Alben
- 1962: Hey! Baby
- 1968: Keep On
- 1968: Goin' Back to Louisiana

### Singles und EPs
- 1961: Hey! Baby
- 1962: If Only I Had Known
- 1962: Come On Baby
- 1962: Stand Tough(mit The Stephen Scott Singers)
- 1962: Madisons (EP)
- 1962: Oh! Baby
- 1962: Now or Never
- 1963: The Dipsy Doodle
- 1963: Night People
- 1964: Going Back to Louisiana
- 1967: Mr. Bus Driver
- 1967: Keep On
- 1968: California
- 1968: Try Me
- 1971: Read the Signs
- 1975: Kiss and Run